# Erna Honigberger
Erna Honigberger, geborene Erna Kroder (* 28. Oktober 1894 in Brandholz; † 14. Februar 1974 in Wehr), war eine deutsche Violinistin und Pädagogin.

## Leben
Den ersten Violin-Unterricht erhielt sie bis zu ihrem 14. Lebensjahr von ihrem Vater Karl Kroder in Bayreuth. Anschließend studierte sie an der Musikhochschule München. Mit 16 Jahren bestand sie die Musiklehrer-Prüfung mit Auszeichnung in Violine und Klavier, und mit 18 Jahren absolvierte sie dort das Absolutorium, das Solistendiplom mit Auszeichnung in Violine und auch Klavier. Sie erhielt als jüngste Teilnehmerin die höchste Auszeichnung der Musikhochschule München, den Felix-Mottl-Preis. Anschließend vollendete sie ihr Studium in Berlin bei dem legendären Violin-Pädagogen Carl Flesch.
Mit 24 Jahren wurde sie als Dozentin der Meisterklasse für Violine an das Klindworth-Scharwenka-Konservatorium in Berlin berufen. Ab dem 15. Lebensjahr konzertierte sie sehr erfolgreich im In- und Ausland als Solistin in Orchester-Konzerten. Großen Erfolg hatte sie auch mit dem Honigberger Streichquartett und mit dem Berliner Frauentrio.
Der Verlust ihrer Wohnung in Berlin und familiäre Bindungen veranlassten sie, ihren Wohnsitz 1943 nach Wehr in Baden-Württemberg zu verlegen. Hier gründete sie zusammen mit ihrem Ehemann, dem Kunstmaler Ernst Honigberger (1885–1974), die Kunst- und Musikschule Honigberger, die später von ihrer Tochter Erda Selma Vorwerk-Honigberger (1917–2009) fortgeführt wurde.

## Leistungen
In den 30 Jahren bis zu ihrem Tode bildete sie zahlreiche Geiger aus. Zu ihren Schülern zählten Ulrike-Anima Mathé, Anne-Sophie Mutter und Werner Krotzinger.